# Like Swimming
Like Swimming ist das vierte Studioalbum der US-amerikanischen Low-rock-Band Morphine. Es erschien am 11. März 1997 bei DreamWorks Records und blieb die letzte Veröffentlichung vor dem Tod von Frontmann Mark Sandman und der damit verbundenen Auflösung von Morphine.

## Entstehungsgeschichte
Nachdem die vorigen Veröffentlichungen bei Rykodisc nur wenig Beachtung fanden, wechselte Morphine zu DreamWorks Records, damals ein Major-Label. Als Singles wurden die Lieder Early to Bed und Murder for the Money veröffentlicht, außerdem wurden Musikvideos zu ersterem Lied sowie zu French Fries w/ Pepper produziert.
Eine Neuauflage von Like Swimming erschien 2002 erneut bei Rykodisc.

## Erfolge
Like Swimming erreichte Platz 67 in den Billboard Top 200 und blieb sechs Wochen lang dort vertreten. Das Video zu Early to Bed wurde 1998 für einen Grammy in der Kategorie „Short Form Music Video“ nominiert, verlor aber gegen Got Till It’s Gone von Janet Jackson.
Die Reaktion der Kritiker fiel weiterhin nur mäßig aus; Allmusic vergab ebenso wie das Magazin Rolling Stone 3 von jeweils 5 möglichen Sternen. Kritisiert wurden unter anderem die unausgereift klingende Produktion und die fehlende musikalische Entwicklung seit dem Vorgängeralbum Yes.

## Titelliste
1. Lilah – 0:59
2. Potion – 2:00
3. I Know You (Pt. III) – 3:31
4. Early To Bed – 2:57
5. Wishing Well – 3:32
6. Like Swimming – 4:00
7. Murder For The Money – 3:34
8. French Fries w/ Pepper – 2:53
9. Empty Box – 3:54
10. Eleven O'Clock – 3:19
11. Hanging On A Curtain – 3:48
12. Swing It Low – 3:16